# Eubaphe meridiana
Eubaphe meridiana là một loài bướm đêm trong họ Geometridae.